# 케이티 스튜어트
케이티 스튜어트(Katie Stuart, 1985년 3월 22일 ~ )는 캐나다의 배우이다.
밴쿠버에서 태어났다.

## 출연 작품

### 영화
- 생존 (1997, Survival On The Mountain)
- 마스터마인드 (1997, Masterminds)
- 마견 2 (1998, Atomic Dog)
- 에피센터 (2000, Epicenter)
- 트랩트 (2001, Trapped)
- Too Young to Be a Dad (2002)
- 엑스맨 2 (2003) - 키티 프라이드 역
- 시간의 주름 (2003)
- 청바지 돌려입기 (2005)
- 쉬즈 더 맨 (2006) - 마리아 역
- Augusta, Gone (2006)
- Amber Alert: Terror on the Highway (2008) - 케일리 역
- 지랄발광 17세 (2016) - 지니 역

### 텔레비전
- 스타게이트 SG-1 (1997-98)
- 크로우 - 시리즈 (1998-99)
- 데드 라이크 미 (2004)
- 엘 워드 (2009)
- 원 헌드레드 (2014-16)